# Wielersport op de Middellandse Zeespelen 1967
Wielersport is een van de sporten die beoefend werden tijdens de Middellandse Zeespelen 1967 in Tunis, Tunesië. Er waren drie onderdelen: een individuele- en ploegenwegwedstrijd en een ploegentijdrit bij de mannen.

## Uitslagen
| Event          | Goud                                                             | Zilver                                                   | Brons            |
| -------------- | ---------------------------------------------------------------- | -------------------------------------------------------- | ---------------- |
| Wegrit         | Tino Conti                                                       | Giannino Bianco                                          | Mario Giaccone   |
| Ploegenwegrit  | Italië                                                           | Tunesië                                                  | Spanje           |
| Ploegentijdrit | Italië Tino Conti Vittorio Marcelli Flavio Martini Benito Pigato | Spanje Jose Gómez del Moral Nemesio Jiménez Daniel Yuste | Marokko Onbekend |

## Medaillespiegel
| Plaats | Land    | Goud | Zilver | Brons | Totaal |
| 1      | Italië  | 3    | 1      | 1     | 5      |
| 2      | Spanje  | 0    | 1      | 1     | 2      |
| 3      | Tunesië | 0    | 1      | 0     | 1      |
| 4      | Marokko | 0    | 0      | 1     | 1      |
| Totaal | Totaal  | 3    | 3      | 3     | 9      |

1955 · 1959 · 1963 · 1967 · 1971 · 1975 · 1979 · 1983 · 1987 · 1991 · 1993 · 1997 · 2001 · 2005 · 2009 · 2013 · 2018 · 2022
Atletiek · Basketbal · Boksen · Gewichtheffen · Gymnastiek · Handbal · Schermen · Tennis · Voetbal · Volleybal · Waterpolo · Wielersport · Worstelen · Zwemmen